# Fastida
Fastida est un roi des Gépides régnant dans la seconde moitié du IIIe siècle ; c'est le premier roi gépide connu. Il régnait sur un territoire situé sur le Danube, en actuelle Roumanie. Il est connu grâce aux écrits de l'historien de langue latine d'origine gothique Jordanès.
Cherchant à étendre un territoire qu'il jugea hostile, trop montagneux et boisé (probablement situé dans les Carpates), il tenta de s'emparer d'une partie de la Dacie, écrasant les Burgondes et entrant en conflit avec les Goths du roi Ostrogotha avec qui il avait d'abord demandé un accord à l'amiable. Le refus des Goths provoqua la guerre : Fastida, allié aux Hasdings, est battu par les Goths et leurs alliés taïfales (avant 291).

« …Comme nous le disions donc, le roi des Gépides, Fastida, excitant sa nation, recula par ses conquêtes les frontières de son pays. Après avoir écrasé les Burgondes, qu'il extermina presque entièrement, et dompté encore quelques autres nations, l'insensé, provoquant les Goths eux-mêmes, viola le premier les liens du sang par une agression coupable et, poussé par son orgueil excessif, se mit à dépeupler les terres qu'il voulait ajouter à celles de son peuple. Il envoya d'abord des députés à Ostrogotha, sous l'empire duquel se trouvaient encore réunis les Ostrogoths et les Wisigoths, deux peuples, comme on sait, de la même nation. Il se plaignait de ce qu'il était enfermé dans d'âpres montagnes et resserré par d'épaisses forêts, et lui demandait de deux choses l'une : ou de se préparer à la guerre, ou de lui céder une partie de ses terres. Alors Ostrogotha, roi des Goths, avec la fermeté de caractère qui le distinguait, répondit aux envoyés qu'une telle guerre lui faisait horreur assurément; qu'il lui serait dur, qu'il regardait comme un crime d'en venir aux mains avec ses proches; mais qu'il ne cédait point de terres. Que vous dirai-je ? Les Gépides courent aux armes : pour qu'on ne les crût pas les plus forts, Ostrogotha marcha contre eux. Les deux armées se joignirent devant la ville de Galtis, au pied de laquelle coule le fleuve Aucha. Là, on combattit avec un grand courage des deux parts, car des deux parts étaient les mêmes armes et la même manière de combattre ; mais les Goths furent aidés par la bonté de leur cause et par un génie plus vif. L'armée des Gépides finit par plier, et la nuit termina le combat. Alors, abandonnant les cadavres des siens, Fastida, roi des Gépides, retourna précipitamment dans son pays, autant humilié par cette honteuse défaite qu'il avait été enflé d'orgueil auparavant. Les Goths reviennent vainqueurs, joyeux de la retraite des Gépides; et tant que vécut leur chef Ostrogotha, les nôtres demeurèrent en paix dans leur pays.… »

— Jordanès, Histoire des Goths
Il est possible que le roi Fastida ait été manipulé et poussé à la guerre par Maximien Hercule, co-empereur romain aux-côtés de Dioclétien.

## Sources
- Jordanès, Histoire des Goths [détail des éditions] [lire en ligne]